# James McLaughlin

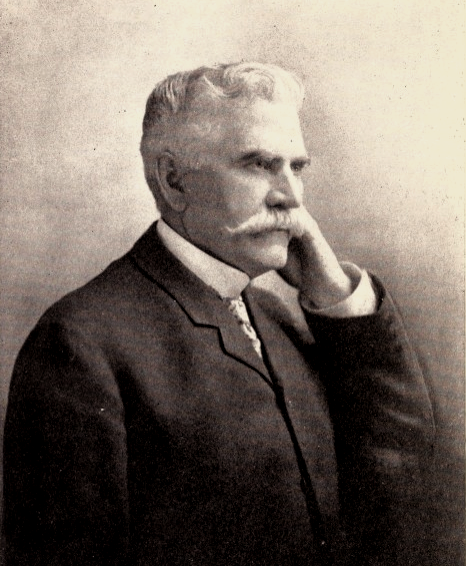
James McLaughlin 1910

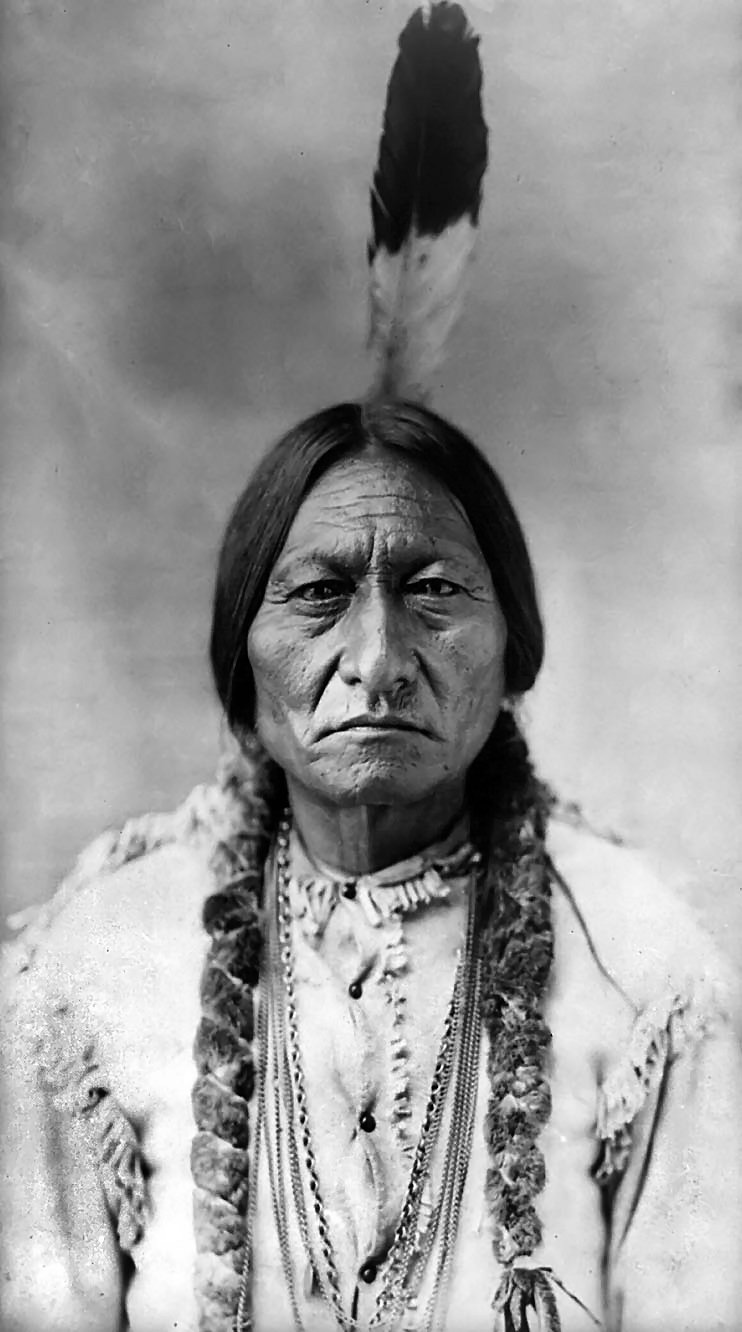
Sitting Bull (1885)

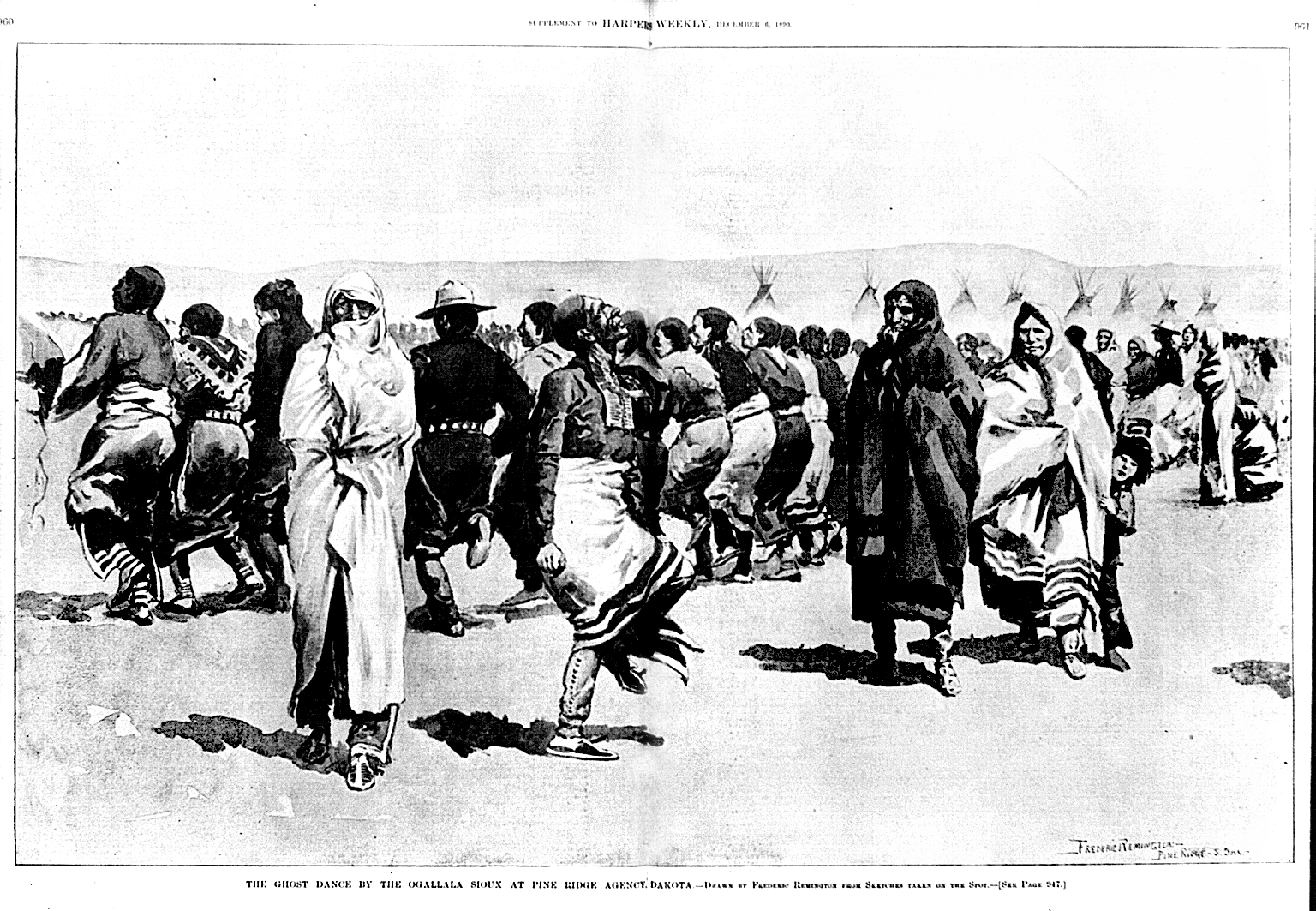
Geistertanz bei den Oglala-Lakota in der Pine Ridge Reservation

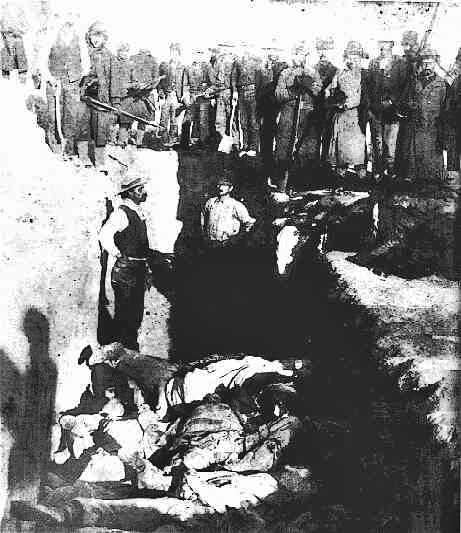
Indianer-Massengrab am Wounded Knee 1890

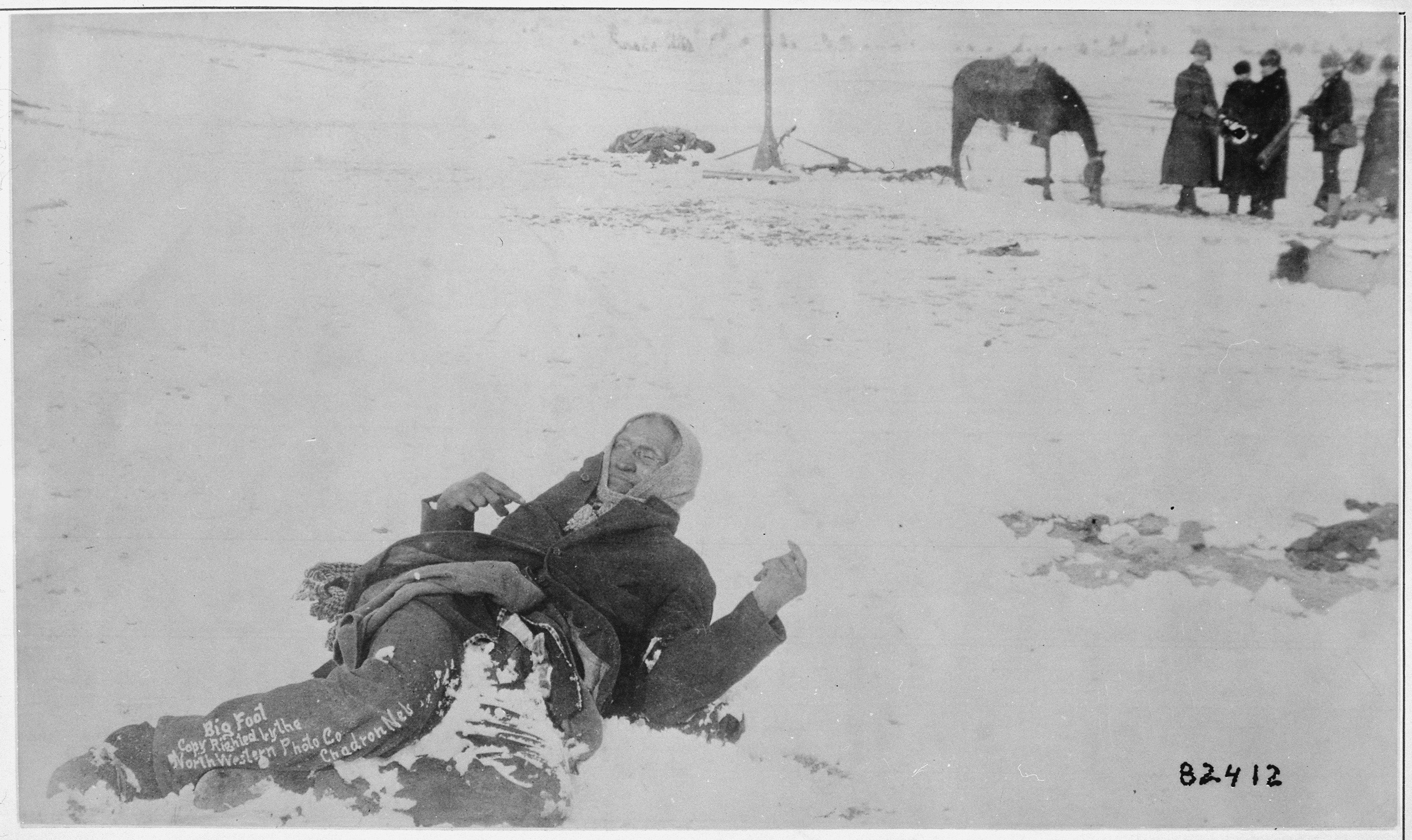
Häuptling Spotted Elk (in der Literatur auch Big Foot genannt) tot im Schnee bei Wounded Knee (29. Dezember 1890)

James McLaughlin (* 12. Februar 1842 in Ontario Kanada; † 28. Juli 1923 Washington D.C.) war ein US-amerikanischer Indianeragent und Agent des Bureau of Indian Affairs (BIA).
Bekannt wurde er durch seine Beteiligung an der Verhaftung von Häuptling Sitting Bull in der Standing Rock Indianer Reservation 1890, die zu dessen Tod führte, und am Massaker bei Wounded Knee in der Pine Ridge Indianer Reservation im selben Jahr. Auch gilt er als einer der Unterdrücker der Indianischen Geistertanz-Bewegung. Dabei hegte er sein Leben lang Sympathien für die Ureinwohner Amerikas. So war er mit einer Indianerin verheiratet. 1910 veröffentlichte er seine Memoiren mit dem Titel My Friend the Indian.

## Leben
James McLaughlin wurde als Sohn nordirischer Einwanderer in Avonmore, Ontario, Kanada geboren. Er war das 6. von 9 Kindern. Dort erlernte er den Beruf eines Schmieds. Mit 21 Jahren wanderte er in die Vereinigten Staaten nach St. Paul, Minnesota, aus, wo er als Schmied arbeitete. 1864 heiratete er Louise Buisson, eine Dakota Indianerin vom Stamm der Mdewakanton. Das Paar hatte 7 Kinder. Relativ schnell erhielt er die amerikanische Staatsbürgerschaft. 1871 zog das Paar nach Fort Totten, North Dakota um, wo er eine Stelle als Hufschmied bei der US-Army erhalten hatte. Nebenher betreute er die örtliche Agentur des BIA mit. Im Fort bereitete er sich auf die Prüfung zum Indianeragenten vor. Er wollte unbedingt für das Innenministerium arbeiten. Mit den Ureinwohnern pflegte er einen guten Umgang. 1876 bekam er offiziell den Posten als Indianeragent der Devil's Lake Agency, der heutigen Spirit Lake Indianer Reservation.
1881 wurde er zu der viel größeren 'Standing Rock Sioux Agency' versetzt, welche das Gebiet der heutigen Standing Rock Indianer Reservation betreute. Damals war die Agentur eine von vieren, die die Great Sioux Indianer Reservation betreuten. Wie viele seiner weißen Zeitgenossen war McLaughlin der Meinung, dass sich die Indianer an den Lebensstil und die Kultur der Weißen anpassen müssten. Aus Jägern und Sammlern sollten sesshafte Bauern werden. Die Reservate sollten in Parzellen geteilt und individuellen Indianern als Eigentum übergeben werden, so wie es auch in anderen Bundesstaaten durch den Homestead Act gehandhabt wurde. Dass sich die Böden der Dakotas nicht als Farmland eigneten, war zu diesem Zeitpunkt noch nicht allgemein bekannt. Die Böden bestanden nach der Rodung von Präriegras mit seinen tiefen Wurzeln primär aus Sand, was zu schrecklichen Sandstürmen führte, nachdem das Land gerodet und beackert wurde (siehe Dust Bowl). Auch wehrten sich die Indianer gegen die Aufgabe ihrer Kultur.
1888 begleitete McLaughlin eine große Delegation von Sioux Indianern nach Washington, D.C., um die Umsetzung des Dawes Act, einem Gesetz zur Parzellierung von Indianerland mit Vertretern des BIA zu diskutieren. Unter den Delegierten befand sich auch Sitting Bull. Danach begannen die Indianeragenten die Mitglieder der einzelnen Stämme zu registrieren, um ihnen individuelle Parzellen zuweisen zu können.
1890 entstand eine neue Bewegung unter den Prärie-Indianern, die Geistertanz-Bewegung. Ursprünglich kam diese Bewegung aus Nevada und Kalifornien, verbreitete sich aber schnell über den ganzen Westen der Vereinigten Staaten. Die Bewegung stand in der spirituellen Tradition der Trancetänze nordamerikanischer Ureinwohner und stellt ein letztes, weitgehend friedliches Aufbäumen der Besiegten gegen die Unterwerfung und Zerstörung der indianischen Lebensgrundlagen und Stammeskultur innerhalb der USA dar. Der Geistertanz war nur eine von vielen, letztlich erfolglosen Restaurationsbemühungen, erreichte aber die größte Popularität und gilt deshalb heute in der allgemeinen Wahrnehmung irrtümlich als fester Bestandteil der indianischen Religion und Kultur.
Nachdem der Geistertanz im April 1890 in den Lakota-Reservaten begann und von den weiterhin angesehenen Anführern wie Sitting Bull propagiert wurde, der sich nach jahrelangem Exil in Kanada mit einigen Getreuen ergeben hatte und nach zweijähriger Gefangenschaft in dem Reservat lebte, traten Spannungen auf. Die Reservatsbehörden sahen die Massenbewegung als politischen und religiösen Protest der 25.000 in Reservaten lebenden Sioux an und reagierten mit Zwangsmaßnahmen, um einen möglicherweise drohenden Aufstand bereits im Vorfeld zu ersticken.
Präsident Benjamin Harrison ordnete eine Untersuchung durch die Armee an und veranlasste die Einschränkung der Essensrationen für unkooperative Indianer, was die Spannungen weiter verschärfte. McLaughlin hatte die Geistertänzer schon länger mit Argwohn betrachtet und befürchtete einen Aufstand. Sitting Bull, der sich mit kämpferischen Worten geweigert hatte, die Bewegung zu verbieten und als einer ihrer Führer galt, sollte durch die Indianerpolizei in wohlüberlegter Provokation am 15. Dezember 1890 verhaftet werden. Als seine Getreuen gegen die grobe Behandlung des alten Mannes Widerstand leisteten, wurde Sitting Bull von dem Indianer-Sergeant Red Tomahawk durch einen Kopfschuss getötet. Außer ihm starben weitere 14 Menschen: fünf Stammes-Polizisten und sieben Anhänger des alten Häuptlings, darunter auch Sitting Bulls 17-jähriger Sohn. Beim Abtransport wurde Sitting Bulls Leiche durch den Bruder eines getöteten Polizisten geschändet. Die Verweigerung der Beerdigung auf dem christlichen Friedhof sorgte für weiteren Unmut. Der tote Häuptling wurde schließlich auf dem Friedhof von Fort Yates in einer einfachen Holzkiste begraben.
Viele Lakota, darunter viele Geistertänzer, flohen in die nahegelegenen Badlands. Unter den Flüchtenden befand sich auch Häuptling Big Foot mit Geistertanzanhängern aus der Cheyenne River Reservation. Die Armee verfolgte Big Foot und seine Leute und stellte sie. Der als friedlich geltende Big Foot ergab sich, und die Gruppe sollte in die Pine Ridge Reservation überführt werden. Am 29. Dezember 1890 sollte Big Foots Gruppe in der Nähe des Wounded Knee Creek entwaffnet werden. Dabei fiel ein Schuss, wahrscheinlich versehentlich auf Seiten der Indianer. Die Soldaten der 7. Kavallerie schossen daraufhin wahllos auf die wehrlosen Indianer und verübten ein Massaker an Männern, Frauen und Kindern. Selbst nach Stunden wurden noch Verwundete getötet. Sogar die Pferde der toten Indianer wurden erschossen. Insgesamt starben an diesem Tag zwischen 150 und 300 Indianer.
McLaughlin zog 1895 nach Washington, D.C. und arbeitete weiter für das BIA bis zu seinem Tod 1923. Er arbeitete als 'inspector for the Bureau of Indian Affairs' und lernte in dieser Funktion viele Indianer-Reservate und ihre Probleme kennen. 1910 erschien seine Autobiographie 'My Friend the Indian'. Er starb 1923 und wurde in South Dakota in einer Siedlung begraben, die nach ihm benannt wurde.